# Kodeks zobowiązań
Kodeks zobowiązań – akt prawny regulujący polskie prawo zobowiązań, kodeks obowiązujący od 1 lipca 1934 r. Został wprowadzony rozporządzeniem Prezydenta Rzeczypospolitej z dnia 27 października 1933 r. (Dz.U. z 1933 r. nr 82, poz. 598, ze zm.). Uchylony przez ustawę z dnia 23 kwietnia 1964 r. – Przepisy wprowadzające Kodeks cywilny (Dz.U. z 1964 r. nr 16, poz. 94, ze zm.), utracił moc obowiązującą 1 stycznia 1965 r., z wyjątkiem przepisów regulujących stosunek pracy, które uchylono z dniem 1 stycznia 1975 r., przez przepisy wprowadzające Kodeks pracy (Dz.U. z 1974 r. nr 24, poz. 142).
Głównymi autorami projektu kodeksu byli Roman Longchamps de Bérier i Ernest Till. Twórcy projektu kierowali się zasadami: liberalizmu, równości, swobody umów, nominalizmu. Kodeks znał różne zasady odpowiedzialności deliktowej (na zasadzie winy, ryzyka, czy słuszności). Powstawał pod widocznym wpływem szkoły socjologicznej.

## Prace kodyfikacyjne
Prace nad nowym prawem zobowiązań rozpoczęły się już w latach dwudziestych XX wieku. W Komisji Kodyfikacyjnej dominowały dwa nurty: liberalno-indywidualistyczny (znajdujący wyraz w Kodeksie Napoleona) oraz socjologiczny – domagał się ograniczenia woli stron w imię urzeczywistniania zasad sprawiedliwości społecznej. Obradom Komisji przewodniczył Roman Longchamps de Bérier, który był równocześnie referentem projektu. Rolę koreferenta powierzono Ludwikowi Domańskiemu. Ostatecznie opracowany projekt recypował wiele rozwiązań z Kodeksu Napoleona, ABGB, BGB, ZGB i projektu francusko-włoskiego Kodeksu zobowiązań z lat 1927–1931.

## Budowa
Kodeks składał się z siedemnastu tytułów (z czego pięć pierwszych pełniło rolę części ogólnej) liczących  645 artykułów.

## Zasady
- Oparty na zasadzie równości stron i wolności umów.
- Klauzule generalne (zasada dobrych obyczajów) umożliwiały sędziemu uwzględnianie warunków konkretnej sytuacji faktycznej i takie rozstrzygnięcie sprawy, które nie prowadziło do pokrzywdzenia jednej ze stron (w szczególności tej słabszej ekonomicznie).
- Stał na zasadzie nominalizmu (dłużnik świadczył tyle, ile był zobowiązany pierwotnie), ale uwzględniał waloryzację umowną (strony w umowie same określały miernik wartości – np. złoto – w oparciu o który należało ustalić wysokość świadczenia pieniężnego wobec zmiany siły nabywczej pieniądza) i waloryzację sądową, sąd waloryzował świadczenie.

Rozliczne rozwiązania kodeksu zobowiązań zostały recypowane do obecnie obowiązującego kodeksu cywilnego.